# Marian Zawiła
Marian Kazimierz Zawiła (ur. 10 lutego 1926 w Krakowie; zm. 28 marca 2019 w Legionowie) – polski architekt i urbanista.

## Biografia
W latach 40. aktywnie działał w krakowskim oddziale YMCA (po reaktywowaniu został członkiem honorowym).
Studia architektoniczne odbył na tzw. Wydziałach Politechnicznych Akademii Górniczo-Hutniczej, uzyskując w dniu 24 października 1951 roku stopień inżyniera-architekta i magistra nauk technicznych. Nie bez wpływu dla późniejszych zainteresowań zawodowych była jego praca w latach 1948 i 1949 w Kierownictwie odbudowy zamku w Pieskowej Skale (pracownia na Wawelu).
W 1951 r. podejmuje pracę w Miastoprojekt-Kraków w autorskim zespole nad aktualizacją planu ogólnego Krakowa pod kierunkiem dr Anny Ptaszyckiej oraz arch. Z. Karakiewicza. Praca ta wiąże go z tym zespołem aż do przygotowania projektu na „ARSENAŁ 1953”.
W latach 1954–1955 prowadzi samodzielnie zespół projektowy w pracowni w Radomiu wykonując realizacyjne projekty szeregu budynków mieszkalnych, między innymi przy ul. Mickiewicza i Traugutta w Radomiu.
W 1956 r. przenosi się do Częstochowy, gdzie kolejno kieruje pracownią projektową Miastoprojektu, a następnie zostaje powołany przez Komitet Urbanistyki i Architektury w Warszawie na Głównego Architekta Częstochowy dla realizacji zadań wynikających z rządowych decyzji o bardzo znacznym rozwoju przemysłu hutniczego w tym rejonie, jak i budownictwa mieszkaniowego. W wyniku tych decyzji w Częstochowie powstają nowe dzielnice mieszkaniowe (Raków, Zawady), przebudowie i modernizacji podlega całe śródmieście. Zmiany te musiały znaleźć odpowiedź na coraz bardziej wydłużany kształt miasta – powstaje więc nowy układ i organizacja komunikacji w mieście: wprowadzono nowy środek komunikacji masowej – tramwaj. Dla skutecznej koordynacji całości procesu inwestycyjnego w skali miasta rozbudowuje potencjał pracowni urbanistycznej i podejmuje prace nad aktualizacją ogólnego planu miasta w perspektywie nadchodzących lat, z uwzględnieniem całej infrastruktury miejskiej, zaopatrzenia w wodę, oczyszczalni ścieków, sieci tramwajowej.
W 1962 r. zostaje powołany na stanowisko Głównego Architekta Województwa Katowickiego. W tym województwie w pierwszych po II wojnie latach koncentrował się główny potencjał gospodarczy i ludnościowy kraju. W początkowych latach pracy swą uwagę oraz inicjatywy skierował na już podjęte decyzje gospodarcze i rozpoczęte realizacje. W tym czasie rozpoczęto realizację hali widowiskowej (popularny „Spodek”). Koncepcja ukształtowania przestrzennego bryły i funkcji obiektu, niezwykle oryginalna, powstała w trakcie organizowanych przez SARP opracowań etapowych. Ostatecznie przyjmuje się, że autorami tego rozwiązania są architekci Maciej Krasiński i Maciej Gintowt oraz inż. Żurawski, z podkreśleniem wielkiego wpływu na początku współpracy Wacława Zalewskiego. Trzeba też podkreślić obiektywne przeszkody pokonane przez autorów, tzn. teren objęty wpływami eksploatacji węgla, co zmusiło autorów do nowatorskich rozwiązań w płaszczyźnie posadowienia oraz wiązania kablami wstępnie napiętymi w części dachowej. Do dziś obiekt ten funkcjonuje bez zarzutu, zdał egzamin w organizacji szeregu imprez często o charakterze międzynarodowym. Natomiast zapomnianym już epizodem jest zatrzymanie jego realizacji w 1962 roku na okres około roku na skutek wątpliwości co do rozwiązania konstrukcji grożącego rzekomo katastrofą. Arch. Marian Zawiła, zgodnie z sugestią Wojewody Jerzego Ziętka, przyjął rolę organizatora, a potem przewodniczącego zespołu ekspertów, który po kilkumiesięcznych analizach oddalił zastrzeżenia wysunięte pod adresem zespołu autorskiego, stwierdzając, że pobudki zarzutów musiały być inne niż obawy przed katastrofa budowlaną.
Poziom wyrazu architektonicznego Hali Widowiskowo-Sportowej miał też ważki wpływ na traktowanie jej jako istotnego elementu w rozwiązaniu centrum miasta. W wyniku opracowań wariantowych dokonano wyboru generalnego rozwiązania nowego centrum Katowic, w którym Hala widowiskowa wraz z pomnikiem Powstań Śląskich (rzeźbiarz Gustaw Zemła i arch. Wojciech Zabłocki), budynkiem tzw. Superjednostki (arch. Mieczysław Król) i szeregiem usług ogólnomiejskich oraz rozwiązanie Ronda z ruchem pieszym w drugim poziomie stanowiły główne elementy nowego centrum Katowic. Jako odbicie przyjętych głównych elementów centrum nastąpiło gwałtowne zainteresowanie się elementami centrotwórczymi w poszczególnych miastach Górnośląskiego Okręgu Przemysłowego, co zostało uwidocznione w programach prac terenowych pracowni urbanistycznych.
W 1965 r. opracowano wytyczne z planów miejscowych do projektowania:
- kompleksu klinicznego Śląskiej Akademii Medycznej w Katowicach Ligocie,
- przebudowy szpitala chorób zakaźnych na Szpital Urologiczny (Katowice, ul. Strzelecka).

W 1966 r. bierze udział w konkursie TUP i SARP na ukształtowanie głównego węzła komunikacyjnego i części śródmieścia Krakowa, w którym zespół (Marian Zawiła, Jacek Preiss i Mieczysław Król) otrzymał nagrodę III st. (I i II nie przyznano).

## Stanowiska
- Technik w Kierownictwie odbudowy Zamku w Pieskowej Skale (Kraków, 1948–1949)
- Projektant w Miastoprojekt Kraków (Pracownia dr Anny Ptaszyckiej i Zbigniewa Karakiewicza, 1951–1954)
- Starszy projektant i Kierownik Zespołu Projektowego w Miastoprojekt Kielce (Pracownia w Radomiu, 1954–1955)
- Kierownik Pracowni w Miastoprojekt Częstochowa (1955-1958)
- Główny Architekt Miasta Częstochowa (1958-1960)
- Zastępca Głównego Architekta Województwa Katowickiego (1960-1961)
- Zastępca Głównego Architekta Krakowa (1961-1962)
- Główny Architekt Województwa Katowickiego (1962-1973)
- Główny Architekt Krakowa (1973-1978)[1]
- Zastępca Dyrektora Wojewódzkiego Biura Projektów w Katowicach (1978-1981)
- Dyrektor Biura Planowania Przestrzennego w Katowicach (1981-1984)
- Dyrektor, a następnie Likwidator w procesie prywatyzacji Wojewódzkiego Biura Projektów w Katowicach (1984-1994)

## Członkostwa
- YMCA (od 1946 do rozwiązania przez władze komunistyczne)
- Stowarzyszenie Architektów Polskich (od 1953)
- Towarzystwo Urbanistów Polskich (od 1961)
- ZBOWiD (1972-1988)
- od 1988 Światowy Związek Żołnierzy Armii Krajowej (w AK od lutego 1943 r., kapral, krakowskie zgrupowanie „Żelbet”, 2 kompania, 7 pluton, pseudonimy „Myszko”, „Lilijka”, jako kombatant awansowany do stopnia podporucznika)

## Nagrody, wyróżnienia, odznaczenia
- Krzyż Zasługi z Mieczami (1945)
- Medal Zwycięstwa i Wolności (1946)
- Odznaka Grunwaldzka (1946)
- Złota Odznaka – Zasłużony w Rozwoju Województwa Katowickiego (1963)
- Złoty Krzyż Zasługi (1965)
- Krzyż Kawalerski Orderu Odrodzenia Polski (1968)
- Złota Odznaka za Pracę Społeczną dla Krakowa (1974)